# Регионална авио-компанија
Регионална авио-компанија (енгл. regional airline) је авио-компанија која користи регионалне авионе тј. авионе са малим долетом како би превозила путнике. Регионална авио-компанија је најчешће учворена на аеродромима малих градова, који најчешће немају довољно становника и путника да би могли да привуку авио-компаније које користе веће авионе. 
Постоје три типа регионалних авио-компанија:
1. Авио-компанија подчланица - овај тип авио-компаније представља посебну авио-компанију која користи мање авионе, али и даље носи име авио-компаније у чијем је склопу. Овај тип авио-компаније има две улоге:
  1. Прва улога се састоји у томе да авио-компаније подчланице превезу путнике из мањих градова до великих аеродрома, како би они наставили летове до других већих градова.
  2. Друга улога је коришћење авиона ове авио-компаније на рутама на којима се коришћење авиона са више седишта, тј. авиона авио-компаније која је власник подчланице, не би исплатило.[1]
2. Самостална регионална авио-компанија - овај тип авио-компаније се разликује од авио-компаније подчланице по томе што је она независна и користи се како би превезла путнике од мањих или изолованих места и градова. Пример овакве авио-компаније је ПенЕр, авио-компанија која превози путнике од Алеутских острва на Аљасци до њене предстонице Енкориџа.[2]
3. Велика регионална авио-компанија - Овај тип авио-компаније представља независну авио-компанију, која повезује градове који немају довољно велики број путника као би привукли авио-компаније са великим авионима. Овај тип авио-компаније у својој флоти има авионе који имају мање од 100 седишта.[3]